# Alberto Tarantini
Alberto Tarantini (3 de desembre de 1955) és un exfutbolista argentí.

## Selecció de l'Argentina
Va formar part de l'equip argentí a la Copa del Món de 1978.